# 南方人物周刊
《南方人物周刊》是中国广州市的一份综合类人物周刊，由南方报业传媒集团主管主办，《南方周末》出品。杂志的宗旨为：“记录我们的命运”，以“平等、宽容、人道”为理念，关注“对中国的进步和我们的生活产生重大影响的人、在与命运的抗争中彰显人类的向善力量和深遂驳杂的人性魅力的人，为历史留存一份底稿”。

## 历史
2003年春，南方日报报业集团（现南方报业传媒集团）收购了《广东审计》月刊，报新闻出版总署改刊名改刊期，至2004年年初获正式批文，《南方人物周刊》正式获得牌照。
2004年春节，南方报社社委会发布成立人物周刊筹备小组的决定；2月，南方报业在《南方周末》上连续发布四期招聘广告，招聘采编人员。5月19日，第一本样刊完成。
6月15日，南方报业各系列报的广告均有“‘一个人物’的诞生”的大字，宣布《南方人物周刊》正式创刊。
2015年12月1日，《南方人物周刊》創始人、主編徐列離開該周刊，應邀赴美國為訪問學者。

## 杂志目录
- 封面人物
- 地产英豪
- 商界名家
- 老板对话
- 领军人物
- 创业之路
- 经济学人

## 争议
- 《南方人物周刊》2004年评出“影响中国公共知识分子50人”，其中王怡與方舟子兩人同列名，方舟子快速發文表示「辭去網路意見領袖」一職，其認為調查發現整篇文章非常可笑，屬於一種現代「捐官派」作品，清朝的中叶要做官可以捐，到民国後官总算说是没有了捐班，却有了捐学者文人，方舟子還抓到王怡在網上說漏嘴，[2]這次名單是王怡的南方派朋友们弄出来的，目的主軸为了帮他抬身價，推出一个互联网时代的公共知识分子神话，然而互联网沒有所謂領袖更無人有資格加冕評定誰是領袖誰不是，這種互联网基本文化都沒弄懂的自戴皇冠操作非常可笑。
- 2012年6月20日，南方人物周刊记者曹林华在新浪微博上称神舟九号两男一女航天员上天之后，女航天员刘洋怀孕怎么办。[3]。引起很多网友不满。事后曹删除了该条微博，并称只是以一个公民身份调侃公众人物。拒绝道歉。另外2011年北京大学教授孔庆东的三妈辱骂记者事件中，被孔庆东辱骂的正是曹林华。[4]